# Cyborgs: Heroes Never Die
Pour plus de détails, voir Fiche technique et Distribution.
Cyborgs : Heroes Never Die (en ukrainien : Кiборги: Герої не вмирають (Kiborgy: Heroyi ne vmyrayut) ; littéralement en français : « Les héros ne meurent jamais ») est un drame de guerre ukrainien tourné en 2017 sur la deuxième bataille de l'aéroport de Donetsk pendant la guerre du Donbass. Le terme de « cyborgs » fait référence aux défenseurs de l'aéroport.

## Synopsis
Le film suit la vie de cinq frères d'armes ukrainiens qui se battent pour le contrôle de l'aéroport international de Donetsk durant la guerre russo-ukrainienne. Ces cinq hommes représentent diverses classes et groupes sociaux culturels ukrainiens de par leur profession et croyances pour lesquelles ils sont prêts à tuer et prêts à mourir.

## Fiche technique

### Distribution
- Makar Tyhomyrov : le major
- Andriy Issaïenko : Subota
- Viktor Jdanov : Stary
- Roman Iassinkovsky : guide
- Mariïa Zanyborchtch : Natalka
- Oleksandr Piskounov : Mars
- Vyacheslav Dovjenko : Serpent
- Anastasiya Karpenko : Yulya
- Roman Semysal : le rôle de Oleksandr Trepak
- Ievhen Nychtchouk : aumônier militaire.

## Production et sortie
Le film a eu un budget de 1,8 million de dollars dont la moitié a été financée par le gouvernement ukrainien. Une aide importante a été fournie par le ministère ukrainien de la Défense et l'état-major général des forces armées ukrainiennes lors de la réalisation du film. La première bande-annonce est sortie le 15 août 2017.
Le film est sorti le 7 décembre 2017. Cette date était symboliquement prévue pour le troisième anniversaire de la chute de l'ancien terminal de l'aéroport de Donetsk.
Certaines parties du film ont été tournées dans l'aéroport abandonné de Tchernihiv-Chestovytsia.

## Accueil
Parmi les réactions, Radio Free Europe/Radio Liberty commente le film en disant que : « Bien qu'il soit clairement destiné à susciter un soutien à l'effort de guerre, Cyborgs n'est pas un film totalement propagandiste, contenant des scènes plus nuancées qu'on pourrait s'y attendre, et le russe est parlé presque autant que l'ukrainien tout au long du film. »

## Box-office
Le film a obtenu la première place au box-office ukrainien générant 302 000 $ US lors de sa semaine de sortie en salle.